# Leon Beaumon
Leon Beaumon, gebürtig: Herman Bauman (* 15. März 1898 in Youngstown, Ohio; † 1. Dezember 1981 in Corona, Kalifornien) war ein US-amerikanischer Filmschauspieler.

## Leben
Leon Beaumon, der Sohn deutscher Immigranten wurde 1898 unter dem Namen Herman Bauman auf einer Farm bei Youngstown in Ohio geboren. Als Jugendlicher arbeitete er mit seinen beiden Brüdern in einer Stahlfabrik. Als junger Mann schrieb er sich in einem Priesterseminar bei Chicago (Illinois) ein, da es sein erster Berufswunsch war, römisch-katholischer Priester zu werden. Nach einem Streit mit einem der dortigen Priester verließ Bauman Anfang der 1920er Jahre das Seminar. Zusammen mit seinem Bruder Marty zog er nach Los Angeles, das die beiden über einen Zwischenstopp in Denver (Colorado), wo die beiden kurzzeitig in einer Bar arbeiteten, auch erreichten.
In Los Angeles änderte Bauman auch seinen Namen und nannte sich künftig nur noch Leon Beaumon. In der Anfangsphase in Hollywood lebten die Brüder Beaumon in einer Pension, zusammen mit Clark Gable und John Wayne.
Seine kurze Filmkarriere begann 1925 in einer kleinen Nebenrolle im Stummfilm The Freshman. In Der König der Vagabunden von 1930 war er ebenso zu sehen, wie in Cecil B. DeMilles Historienfilm Cleopatra, in welchem er eine ägyptische Wache verkörperte. Meist waren Beaumons Rollen jedoch so klein, dass sie nicht in den Credits erwähnt wurden. Beaumon stand bis 1939 in 14 Filmen vor der Kamera; nur in vier Filmen wurde auch sein Name im Vorspann genannt.
Leon Beaumon führte parallel zu seiner Karriere als Schauspieler eine Eisdiele und später ein Geschäft, das Malz vertrieb. Auch erfand er Dinge, wie beispielsweise ein drahtloses Radiogerät.
Im Zweiten Weltkrieg diente er im United States Army Air Corps, kam jedoch in keinem Kriegsschauplatz zur Verwendung. Nach dem Krieg wurde er Immobilienmakler im Großraum von Los Angeles und schuf sich so eine Art von Wohlstand.
Beaumon führte bis zum Jahr 1961 ein Single-Dasein. Erst im Alter von 63 Jahren heiratete er Theresa Hermine Gruber. Die beiden wurden Eltern von drei Kindern, zwei Töchtern und einem Sohn. Seine Frau starb 1978. Drei Jahre später starb auch Leon Beaumon, im Alter von 83 Jahren.
Sein jüngerer Bruder Martin Beaumon (1904–1972) war in den 1930er Jahren ebenfalls kurzzeitig Schauspieler. Martin Beaumons Enkelsohn ist der im Jahr 1995 geborene Schauspieler Sterling Beaumon.

## Filmografie (Auswahl)
- 1925: Der Sportstudent (The Freshman)
- 1934: Cleopatra (Cleopatra)
- 1934: Zirkus Barnum (The Mighty Barnum)
- 1939: Fugitive at Large